# Яна Букова
Яна Букова е българска поетеса, писателка, есеист и преводач, носител на Националната награда за поезия „Иван Николов“ за 2019 г. и на Наградата „Христо Г. Данов“ за 2012 г.

## Биография
Родена е през 1968 г. в София. Завършва класическа филология в Софийския университет „Климент Охридски“. Превежда и редактира поезия и философски текстове от новогръцки, старогръцки и латински.
В неин превод са издадени 12 книги съвременна гръцка поезия, както и за първи на български език запазените фрагменти на Сафо, пълното творчество на Гай Валерий Катул и „Питийски оди“ от Пиндар.
Тя сътрудничи на редица литературни и културни издания в България, Германия и Гърция.
Яна Букова е член на редакционните колегии на реномирани международни литературни издания като списанието ΦΡΜΚ – Φάρμακο, издание за поезия и визуални изкуства – Атина, Гърция; многоезичното списание за поезия Ariel-Art – Вюрцбург, Германия и др. В качеството си на редактор, издател и една от основните фигури на ядрото поети, обединени около ΦΡΜΚ, Яна Букова е организирала и участвала в редица поетични четения, пърформанси и различни по рода си литературни акции. Букова е автор на критически и теоретични текстове, публикувани в българския печат, които разглеждат различни по рода си аспекти на съвременните изкуства.
Стихове и разкази от Яна Букова са публикувани на повече от петнадесет езика в антологии и списания в Албания, Аржентина, Великобритания, Гърция, Мексико, САЩ, Сърбия, Унгария, Франция, Хърватско, Швеция и Чили. Нейни творби са издадени в различни литературни антологии и поетични сборници във Великобритания, Гърция, Франция, САЩ, Швеция, както и в престижните Journal of World Literature in Translation Absinthe 2018: Hellenisms (Michigan Publishing Services), l Best European Fiction 2017 (Dalkey Archive Press), в литературната антология Austerity Measures на издателство Penguin UK, в Two Lines 25 – Есен 2016 (на издателство Two Lines Press, San Francisco), в периодичните издания Drunken Boat, Zoland Poetry, Take Five, и т.н.

## Творчество
Яна Букова е автор на книги в различни жанрове, като стихосбирките „Дворците на Диоклециан“ (1995), „Лодка в окото“ (2000) и „Минималната градина“ (2006, Атина), сборника разкази „К като всичко“ (Стигмати 2006, Жанет 45 2018), романа „Пътуване по посока на сянката“ (Стигмати 2009, второ преработено издание Жанет 45 2014), на сборника приказки за възрастни „4 приказки без връщане“ (2016), както и на публикуваната през 2018 г. стихосбирка „Записки на жената призрак“ (Жанет 45).
Големият борхесиански роман на Яна Букова „Пътуване по посока на сянката“ се приема, като една от най-иновативните, завладяващи, ерудирани, идиосинкратични и амбициозни книги, които са се появявали през последните няколко десетилетия на съвременната българска литературна сцена. Според поета Ани Илков това е „Книга на пластове, сложна и мощна... Сред най-добрите три или пет прозаически книги на последните 10 – 15 години.“  Литературната историчка Мая Горчева определя че „Романът на Яна Букова ще завладее първо със своите хипнотични истории, но не за да увековечи линейността на вечното повествование, а за да проецира в писането паметта за мита и да разкаже за изтляването на мита, за превръщането му в житейски случки и човешка съдба. За да преведе историята в онова, което е субект на своето време и литературата.“ Според литературоведа Мария Огойска ние „сме изцяло в очарованието – във властта бих казала на турбулентното състояние на митико-поетично-литературното поведение на един творчески аз, произвеждащ пулсиращи митологични образи.“ 
Според поетесата и писателка Силвия Чолева: „Яна Букова е борхесов тип автор. Тя предпочита играта, препратките, загадките, неочаквания обрат, ирониите, драматургията на стиха. Притежава дълбоки познания не само в хуманитарната област, в която е специалист, изкушена е от науката, знае много и всичко това рефлектира в „Записки на жената призрак“. В книгата интонациите се сменят рязко, стихът е насечен, ритъмът – също, тонът е рязък, на места афористичността превръща стиха в сентенция, но дали не иска да ни „изпързаля“, да ни „провери“ или сами да се „проверим“, питаме се, докато четем, дали тази ирония не се е превърнала неусетно в сарказъм…“. По определението на българския поет и журналист Марин Бодаков: „Новите ѝ стихотворения са стихотворения на свободен човек – те постоянно търсят читателя, но изобщо не му се умилкват. Правят каквото си искат. Дори привикват в своята компания нейни „древни“ политически стихотворения, писани през 80-те. Няма нищо красивичко. Нищо вторично. Сюрреалистичната живопис е станала графика, драскулки със суха игла.“ 

## Награди
Носител е на Националната награда „Христо Г. Данов“ в раздел Преводна художествена литература (2012)
и на Националната награда за поезия „Иван Николов“ (2019).

### Авторски книги
- „Дворците на Диоклециан“ (поезия), Свободно поетично общество, София, 1995.
- „Лодка в окото“ (поезия), Heron Press, София, 2000.
- „Минималната градина“ (Ο ελάχιστος κήπος) (поезия),  Ikaros, Атина, 2006, превод Димитрис Аллос.
- „К като всичко“ (разкази), Стигмати, София, 2006.[9]
2 изд. „К като всичко“ (разкази), Жанет-45, Пловдив, 2018, 120 стр. ISBN 978-619-186-429-4[10]
- „Пътуване по посока на сянката“ (роман), Стигмати, София, 2009.[11][12][13][14]
2 прераб. изд. „Пътуване по посока на сянката“ (роман), Жанет-45, Пловдив, 2014, 320 стр. ISBN 978-619-186-052-4 [15][16]
- „4 приказки без връщане“ (приказки), Жанет-45, Пловдив, 2016, 44 стр. ISBN 978-619-186-291-7
- „Записки на жената призрак“ (поезия), Жанет-45, Пловдив, 2018, 68 стр. ISBN 978-619-186-460-7

### Творби публикувани в антологии и литературни сборници
- Boukova, Iana. (2018). The Stone Quarter [Fiction]. In: Absinthe. World Literature in Translation: Hellenisms. Michigan: Michigan Publishing Services 2018, pp. 65 – 78. ISBN 978-1-60785-509-5
- Boukova, Iana. (2017). The Teacher Came Back Drunk [Fiction]. In: Best European Fiction 2017, by Nathaniel Davis (Editor), Eileen Battersby (Preface), Champaign, Illinois. ISBN 978-1-62897-143-9
- Boukova, Iana. (2017). Ausgewaehlte Gedichte [Poetry]. In: Kleine Tiere zum Schlachten: Neue Gedichte aus Griechenland, von Adrian Kasnitz (Herausgeber, Uebersetzer), Köln. ISBN 978-3-947676-01-9
- Boukova, Iana. (2016). A as in Anything [Fiction]. In: Two Lines 25, Fall 2016. San Francisco, California in 2016. ISBN 978-1-931883-54-2
- Boukova, Iana. (2016). – The Minimal Garden, – Black Haiku, – For Miltos Sachtouris, – Fractal [Poetry]. In: Austerity Measures: The New Greek Poetry, by Van Dyck, Karen (Editor), New York: Penguin UK; Bilingual edition. ISBN 978-0-241-25062-4
- Boukova, Iana. (2013). Poems [Poetry]. In: Voix de la Mediterranee: Anthologie poetique 2013. Venissieux, Lyon, 2013, 123 p. ISBN 978-2-84562-231-9
- Boukova, Iana. (2012). The Poet, All in White, – The Dusseldorf Match Plantations, – Apology on Monday Lunchtime [Poetry]. In: At the End of the World. Contemporary Poetry from Bulgaria. Bristol: Shearsman Books 2013, pp. 82 – 89. ISBN 978-1-84861-261-7
- Boukova, Iana. (2008). Les Pommes [Fiction]. In: Concertos pour phrase: 17 nouvelles contemporaines de Bulgarie. Paris: HB Editions, 2008, 210 p. ISBN 978-2-914581-86-8
- Boukova, Iana. (2007). Thirteen poems [Poetry]. In: Take Five 07, Shoestring Press, Nottingham 2007, Iana Boukova p.p. 29 – 41. Translated by Jonathan Dunne ISBN 978-1-904885-66-5
- Boukova, Iana. (2007). – A Short Poem about the Evening and Music, – Self-Portrait on a Background of Begonias, – Balkan Naive Painters [Poetry]. In: Karaoke poetry bar, Futura, Athens 2007, pp. 58 – 62. ISBN 978-969-6654-64-0

### Преводи
Антична поезия
- Сафо, „100+1 фрагмента“, Стигмати, София, 2009.[17]
- Катул, „Стихотворения“, Стигмати, София, 2009.[18]
- Пиндар, „Питийски оди“, Стигмати, София, 2011.[19]

Философия
- Св. Максим Изповедник, „Диспут с Пир“, ЛИК, София, 2002.

Съвременна гръцка литература
- „Трудната неделя“, антология стихове на Милтос Сахтурис, Прозорец, София, 2000.
- „Извън стените – 9 съвременни гръцки поеми“, антология с текстове на Георгиос Сеферис, Андреас Ембирикос, Янис Рицос, Никос Егонопулос, Одисеас Елитис, Такис Синопулос, Никос Карузос и др., Фондация за българска литература, София, 2002.
- „Четвъртото измерение“ от Янис Рицос – в съавторство, Фондация за българска литература, София, 2002.
- „Неоцелели гласове“, стихове на Димитрис Аллос, Soros Center for the Arts Foundation, София, 2002.
- „Истории за хора и летящи механизми“, антология стихове на пет съвременни гръцки поети: Катерина Ангелаки-Рук, Михалис Ганас, Дзени Мастораки, Янис Кондос, Левтерис Пулиос, Стигмати, София, 2004.
- „Кого живея?“, антология стихове на Костас Монтис, Стигмати, София, 2005.
- „Боливар и други стихотворения“ от Никос Егонопулос, Стигмати, София, 2007.
- „Не вземай със себе си нищо“, антология разкази на Димитрис Нолас, Стигмати, София, 2010.
- „В небето на нищото с минималното“, стихове на Катерина Ангелаки-Рук, Балкани, София, 2010.
- „Историята на един час в разтегаемо време“, стихове на Павлина Пампуди, Балкани, София, 2010.
- „От само себе си опасно“, стихове на Димитрис Аллос, Стигмати, София, 2011.